# Kustruta
Kustruta (Thalictrum minus) är en flerårig ört med sicksackformade grenar och talrika blad. Den växer på torra grusiga ställen nära havet. Kustruta är fridlyst.